# Timidin
Timidin (ili dezoksitimidin, dezoksiriboziltimin, timin dezoksiribozid) je hemijsko jedinjenje, pirimidin dezoksinukleozid. Dezoksitimidin je DNK nukleozid T, koji se uparuje sa dezoksiadenozinom (A) u dvostrukom heliksu. U ćelijskoj biologiji, timidin ima važnu ulogu tokom S faze.
Pre naglog porasta u upotrebi timidina uzrokovanog njegovom korišćenjem u proizvodnji antiretroviralnog leka azidotimidina (AZT), značajni deo timidinske produkcije je dolazio od prerade sperme haringi. U današnje vreme se potražnja za thimidinom zadovoljava biotehonološkom proizvodnjom.

## Struktura i osobine
Po svojoj kompoziciji, dezoksitimidin je nukleozid koji se sastoji od dezoksiriboze (pentoznog šećera) sjedinjenog sa pirimidinskom bazom timinom.
Dezoksitimidin može biti fosforilizovan sa jednim, dve ili tri fosforne grupe, čime nastaju respektivno dTMP, dTDP ili dTTP ((dezoksi) timidin mono- di- ili trifosfat).
On se javlja u čvrstom stanju kao mali beli kristali ili beli kristalni prah, sa molekulskom masom od 242.229 Da, i tačkom topljenja od 185 °. Stabilnost dezoksitimidina pod standardnom temperaturom i pritiskom (STP) je veoma visoka.

## Literatura
- Даринка Кораћевић; Гордана Бјелаковић; Видосава Ђорђевић. Биохемија. савремена администрација. ISBN 978-86-387-0622-8.

## Spoljašnje veze
- Thymidine на 